# کاستلنووو دی فارفا
کاستلنووو دی فارفا (به ایتالیایی: Castelnuovo di Farfa) یک کومونه در ایتالیا است که در استان ریتی واقع شده‌است.

## خصوصیات
کاستلنووو دی فارفا ۹٫۰ کیلومترمربع مساحت و ۱٬۰۲۷ نفر جمعیت دارد و ۳۵۸ متر بالاتر از سطح دریا واقع شده‌است.